# 杜安 (紐約州)
杜安（英語：Duane）是一個位於美國紐約州富蘭克林縣的鎮。

## 人口
根據2020年美國人口普查的數據，杜安的面積為201.98平方千米，當中陸地面積為194.12平方千米，而水域面積為7.85平方千米。當地共有人口180人，而人口密度為每平方千米1人。